# Robert Millikan

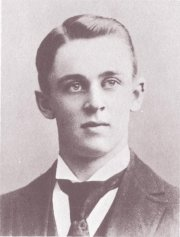
Millikan 23 évesen

Robert Andrews Millikan (Morrison, Illinois, 1868. március 22. – San Marino, Kalifornia, 1953. december 19.) amerikai kísérleti fizikus, aki 1923-ban elnyerte a fizikai Nobel-díjat az elektron töltésének megméréséért, és a fotoeffektussal kapcsolatos munkájáért. Később a kozmikus sugárzást tanulmányozta.

## Származása
1868. március 22-én született az Illinois állambeli Morrisonban, mint Silas Franklin Millikan tiszteletes második fia. Anyja Mary Jane Andrews volt. Nagyszülei régi új-angliaiak voltak, akik 1750 előtt vándoroltak be Amerikába, és pionír-telepesek voltak a középnyugaton. Millikan gyerekkorában vidéki életet élt és a Maquoketa High School-ba járt Iowa-ban. Rövid ideig bírósági jegyzőkönyvvezetőként dolgozott.

## Tanulmányai
Millikan az Oberlin College-ban szerzett bakkalaureátus fokozatot klasszikus humán szakon 1891-ben és – ott elsőként – fizikai doktorátust a Columbia Egyetemen 1895-ben. Önéletrajzában magyarázta el, miért nyergelt át a fizikára:
„A második tanév végén […] görög professzorom […] megkért, hogy tanítsak elemi fizikát az előkészítő tanszéken a következő évben. Amikor azt mondtam, hogy én nem tudok semmit fizikából, azt válaszolta, 'Bárki, aki jó a görög óráimon, tud fizikát tanítani.' 'Rendben,' mondtam 'önnek kell majd vállalnia a következményeket, de megpróbálom és meglátjuk, mire megyek.' Azonnal megvettem Avery könyvét, a Fizika alapjai-t, és 1889-es nyári vakációm nagyobb részét otthon töltöttem…és igyekeztem alaposan megtanulni a témát. […] Kétlem, hogy életemben valaha is jobban tanítottam, mint első fizikakurzusomon 1889-ben. Oly intenzíven elkötelezett voltam abban, hogy tudásom a csoporté előtt tartsam, hogy talán átragadt rájuk valami az én érdeklődésemből és lelkesedésemből.”
Millikan lelkesedése a tanítás iránt fennmaradt egész pályafutása során, és – Henry Gordon Gale-lel – szerzőtársa volt egy népszerű és nagy hatású tankönyvsorozatnak, ami sok tekintetben megelőzte korát. Más korabeli könyvekkel összehasonlítva úgy kezelték a tárgyat, ahogy a fizikusok gondolkodtak róla. Sok házi feladatot is belevettek, amik elvi kérdéseket tettek fel, és nemcsak képletek mechanikus alkalmazását igényelték.

## Az elektron töltése
A Chicagói Egyetem professzoraként 1910-ben publikálta olajcseppkísérletének első eredményeit, amivel megmérte egyetlen elektron töltését. Azóta ezt a kísérletet változó eredménnyel fizikushallgatók generációi ismételték meg. Az ún. elemi töltés egyike az alapvető fizikai állandóknak, és pontos ismeretének nagy a fontossága. Kísérletében a gravitációs erő ellenében két elektróda között elektromos erőtérrel olajcseppecskéket „függesztett fel”. Az elektromos tér ismeretében a csepp töltését meg tudta határozni, és kimutatta, hogy az eredmény megmagyarázható, mint egy közös érték (-1,592×10−19 coulomb, az elektron töltése) egész számú többszöröse. Ez egy kicsit kisebb érték, mint az elemi töltés modern értéke (-1,60217653×10−19 coulomb), ami valószínűleg a levegő viszkozitásának akkor használt pontatlan értéke miatt lehet.

## Vita
Nem sokkal később Felix Ehrenhaft „szabadúszó fizikus” azt állította, hogy hasonló kísérletet végezve ő kisebb töltést mért, mint Millikan elemi töltése. Ehrenhaft szerint e „változékonysága” az éterelméletet és a szubelektronok létezését támogatja. Ez Millikant további kísérletsorozatra ösztönözte, aminek eredményét 1913-ban publikálta, ebben eredeti eredményét megerősítette. Ez vitához vezetett, mivel bár Millikan a publikációban kijelentette, hogy nem válogatott cseppeket használt, hanem 60 napon keresztül az összes megfigyelt cseppet, laborjegyzőkönyvei viszont 175 cseppről tanúskodtak 1911. november 11. és 1912. április 16. között. Az eredményhez viszont csak 58-at használt fel.
A reakció bősz volt, mivel a jegyzőkönyv olyan kifejezéseket tartalmaz, mint "nagyon lassú, valami nem jó" és "ez majdnem pontosan helyes, a legjobb, amim csak volt". Azonban ezek egyikét sem használta adatként a számításhoz. Bár megvádolták csalással és beteges tudománnyal, mások szerint kísérleti éleslátását és személyes szakértelmét használta fel arra, hogy helyes fizikai alapokon eldobja a megbízhatatlan megfigyeléseket. Goodstein szerint a kutatások azt mutatják, hogy adatainak összessége nem vezet lényegesen más eredményre.

## Fotoeffektus
Amikor Albert Einstein 1906-ban publikálta termékeny hatású cikkét a fény részecskeelméletéről, Millikan meg volt győződve róla, hogy az nem lehet helyes a sok bizonyíték miatt, ami azt mutatta, hogy a fény hullámtermészetű. Évtizedes kísérleti programba kezdett, hogy tesztelje Einstein elméletét, ami – ahogy ő mondta – „egy műhely megépítését igényelte vákuumban”, hogy a fotoelektróda nagyon tiszta fémfelületét előállítsa. Eredményei Einstein jóslatát minden részletében megerősítették, de Millikant ez nem győzte meg Einstein radikális magyarázatáról, és ahogy 1916-ban írta: „Einstein fotoelektromos egyenlete … megítélésem szerint nem tekinthető úgy, mint ami bármilyen értelemben kielégítő elméleti alapokon nyugszik”, még ha „az történetesen nagyon pontosan leírja” a fotoeffektus „viselkedését”. 1950-es önéletrajzában mindazonáltal kijelentette, hogy az ő munkája „aligha enged meg más interpretációt, mint amit Einstein eredetileg javasolt, nevezetesen a fény szemikorpuszkuláris, azaz fotonelméletét magát.”
Mivel Millikan munkája maga is formálta a modern részecskefizika alapjait, ironikus, hogy meglehetősen konzervatív volt a véleménye a fizika 20. századi fejlődésével, mint például a fotonelmélettel kapcsolatban. Másik példa 1927-es könyve, ami kétségtelennek tartja az éter létezését, és Einstein relativitáselméletét csak egy diplomatikus lábjegyzetben említi az Einsteinről szóló fejezet végén az eredmények listáján, mint aki „a speciális relativitáselmélet szerzője 1905-ben, és az általános relativitáselméleté 1914-ben, amelyek nagy sikerrel magyaráztak meg másképpen meg nem magyarázható jelenségeket és jósoltak meg újakat.”

## Későbbi élete
1917-ben George Ellery Hale csillagász meggyőzte Millikant, hogy minden évben töltsön néhány hónapot a Throop College of Technologyban, egy kis pasadenai kutatóintézetben Kaliforniában, amit Hale fontos tudományos és oktatóközponttá akart fejleszteni. Néhány évvel később a Throop College-ból lett a California Institute of Technology (a „Caltech”), és Millikan otthagyta Chicagót, hogy a Caltech végrehajtó tanácsának elnöke legyen. 1921-1945 között szolgált e poszton. A Caltechen kutatómunkáját a kozmikus sugárzásra – a kifejezést ő maga találta ki – összpontosította. 1927 körül Freidrich Hunddal közösen megalkotta a kvantumviselkedéssel kapcsolatos Millikan–Hund-elméletet. Az 1930-as években vitába szállt Arthur Comptonnal a kozmikus sugárzás mibenlétéről, hogy vajon az fotonokból (Millikan nézete) vagy töltött részecskékből (Compton nézete) áll-e. Millikan szerint a kozmikus fotonok az atomok "születéskori felsírásai" voltak, amiket Isten folyamatosan teremtett, hogy ellensúlyozza az entrópiát és megakadályozza az Univerzum halálát. Végül Comptont igazolták azok a megfigyelések, miszerint a Föld mágneses tere eltéríti a kozmikus sugárzást, azaz töltött részecskékből kell állnia. Ma tudjuk, hogy a kozmikus sugárzásban vannak fotonok is.
Magánéletében Millikan szenvedélyes teniszjátékos volt. Nős volt, három fia született, akik közül a legidősebb, Clark B. Millikan, kiemelkedő aerodinamikai mérnök lett.
1953-ban halt meg kaliforniai otthonában, San Marinóban, és Glendale-ben temették el.